# Anhalter Tor
Das Anhalter Tor der Berliner Zoll- und Akzisemauer entstand 1840 und wurde 1868 geschleift.
Im Zuge der Errichtung der neuen Zoll- und Akzisemauer zwischen 1734 und 1837 entstanden die neuen Stadttore Potsdamer Tor und Hallesches Tor an den Ausfallstraßen der Friedrichstadt. Beide Tore waren auf der Außen- und Innenseite in gerader Linie mit je einem Communicationsweg verbunden.
In der Mitte des 19. Jahrhunderts wurde Berlin zunehmend durch Eisenbahnlinien erschlossen, deren Kopfbahnhöfe meist vor der Zollmauer errichtet wurden. Nach dem Bau des Potsdamer Bahnhofs 1838 an der ersten preußischen Eisenbahn von Berlin nach Potsdam wurde 1839 der Bau der Anhalter Bahn begonnen. Zu diesem Zweck wurde als Berliner Anschlussstelle der zu errichtende Anhalter Bahnhof vorgesehen, der etwas südöstlich des Potsdamer Bahnhofs gesetzt werden sollte.

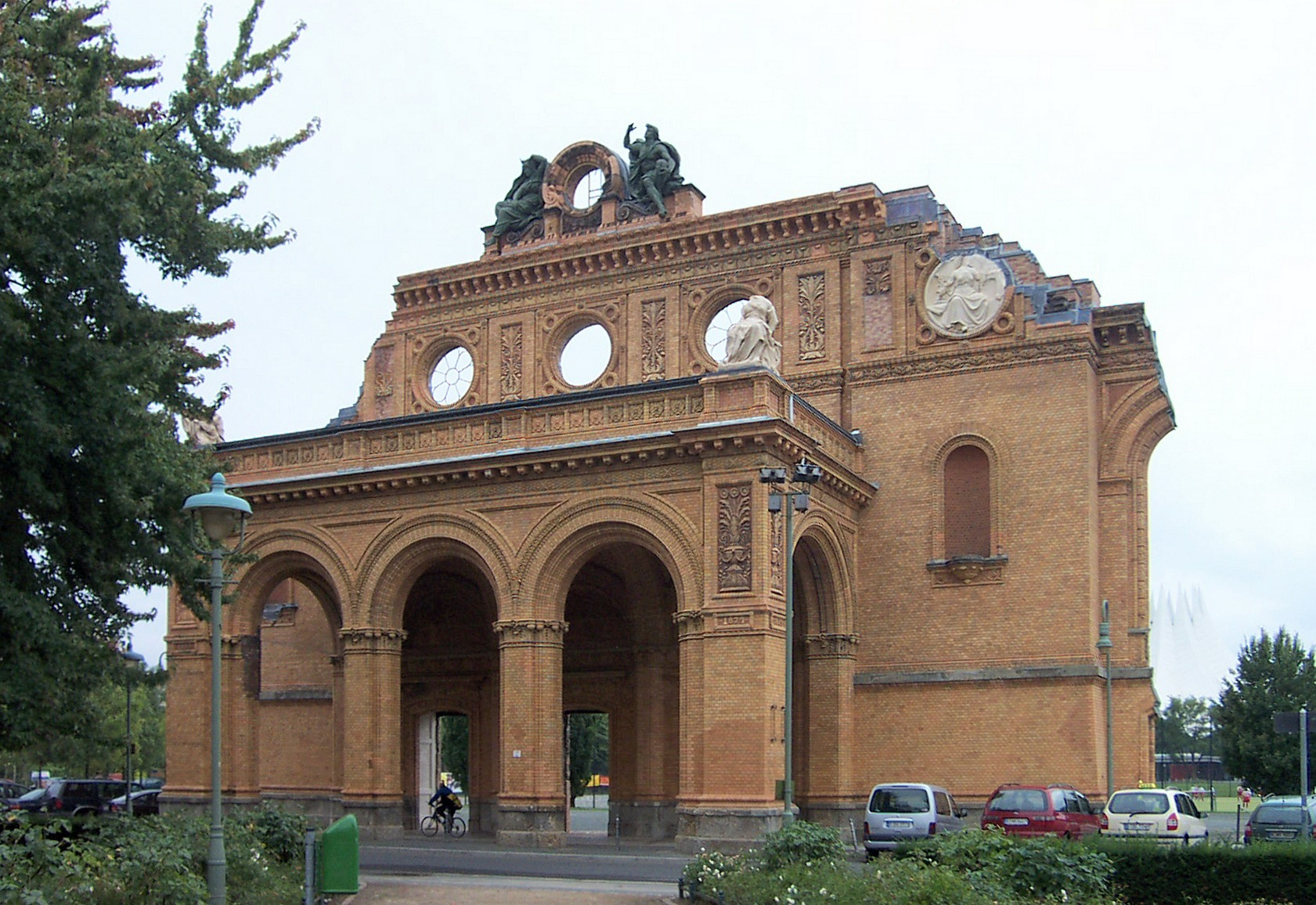
Eingangsportal des Anhalter Bahnhofs als „Neues Anhalter Tor“

Für den Anhalter Bahnhof, der am 1. Juli 1841 in Betrieb genommen wurde, errichtete man bis 1840 auf Kosten der Eisenbahngesellschaft ein neues Stadttor in der Akzisemauer. Dieses stand etwa auf halbem Wege zwischen dem nördlicheren Potsdamer Tor und dem südlicheren Halleschen Tor an der Communication/Hirschelstraße, der heutigen Stresemannstraße. Der Platz vor dem Anhalter Tor heißt heute Askanischer Platz, lange Zeit wurde das Gebiet kurzerhand „am Anhalter“ genannt. Mit dem Bau des späteren repräsentativen Bahnhofsgebäudes war der Anhalter Bahnhof einige Zeit der größte Bahnhof Europas.
Aufgrund des schnellen Wachstums Berlins hatte das Anhalter Tor keine lange Bestandszeit: Schon 1860 wurde die Mauergrenze aufgehoben und zwischen 1867 und 1870 die Akzisemauer und mit ihr fast alle Tore abgerissen, einschließlich des Anhalter Tores. Stattdessen bezeichnete man das monumentale Eingangsportal des 1874 bis 1880 errichteten neuen Anhalter Bahnhofs auch gern als „Neues Anhalter Tor“, das auf den Platz vor dem Anhalter Tor führte.